# Demografía del Perú
La población del Perú, de acuerdo con estimaciones para 2024, es de 34 217 850 habitantes. Al año 2017, el 58 % de la población peruana vive en la costa, el 28,1 % en la sierra, y el 13,9 % en la selva.

## Población

### Población actual
total: 32 600 249 (2024 est.)
hombres: 15 952 556 (2024 est.)
mujeres: 16 647 693 (2024 est.)

## Perfil demográfico
Las comunidades urbanas y costeras de Perú se han beneficiado mucho más del reciente crecimiento económico que las poblaciones rurales, afroperuanas, indígenas y pobres de las regiones amazónicas y montañosas. La tasa de pobreza se ha reducido sustancialmente durante la última década, pero sigue siendo obstinadamente alta, en torno al 28% (más del 41% en las zonas rurales). Después de permanecer casi estática durante una década, la tasa de malnutrición de Perú comenzó a descender en 2005, cuando el gobierno introdujo una estrategia coordinada centrada en la higiene, el saneamiento y el agua potable. La matriculación en la escuela ha mejorado, pero los resultados reflejan problemas constantes en la calidad de la educación. Muchos niños pobres abandonan temporal o permanentemente la escuela para ayudar a sus familias. Entre un cuarto y un tercio de los niños peruanos de entre 6 y 14 años trabajan, a menudo durante largas horas en peligrosas explotaciones mineras o en la construcción.
Perú fue un país de inmigración en el siglo XIX y principios del XX, pero se ha convertido en un país de emigración en las últimas décadas. A partir del siglo XIX, Perú trajo trabajadores asiáticos contratados principalmente para trabajar en las plantaciones costeras. Las poblaciones de ascendencia china y japonesa, entre las más numerosas de América Latina, son hoy en día económica y culturalmente influyentes en Perú. La emigración peruana comenzó a aumentar en la década de 1980 debido a una crisis económica y a un violento conflicto interno, por lo que se propuso políticas para planificación familiar cerca de 1985. Pero los flujos de salida se han estabilizado en los últimos años al mejorar las condiciones económicas. No obstante, más de 2 millones de peruanos han emigrado en la última década, principalmente a Estados Unidos, España y Argentina.

## Características de la población peruana
La población económicamente activa equivale al 64 % del total censado en octubre de 2017, cinco puntos mayor que el resultado arrojado en el anterior censo de 2007. Para el 2021, las personas mayores de 65 años representan el 13,0 %, y la esperanza de vida es de 77 años. El país tiene un índice de alfabetización del 94,20 %.
A pesar de su acelerado crecimiento económico, el Perú sigue registrando índices sociolaborales problemáticos. La tasa de mortalidad infantil es de 12,5 por mil en el 2021. El índice de pobreza monetaria en 2019 alcanzó al 16,2 % de la población, sin embargo, en los departamentos de Ayacucho, Cajamarca, Huancavelica y Puno la pobreza se encuentra entre 24,4 % y 29,4 %. El Perú es un país multiétnico, multirracial y pluricultural, el Estado reconoce setenta y dos grupos etnolingüísticos agrupados en dieciséis familias lingüísticas.

### Población total

Mapa de población del Perú por regiones y departamentos en el 2007

La población total —población censada más la omitida— de la República del Perú según los Censos Nacionales 2017: XI de Población y VI de Vivienda realizados por el Instituto Nacional de Estadística e Informática ascendía a 31 237 385 habitantes, con una densidad media de 24,1 hab/km²; la población censada en dicho año fue de 29 381 884. De la población censada el 50,8 % (14 931 127) eran mujeres y el 49,2 % (14 450 757) varones. La cantidad de personas menores de 15 años ascendía a 7 754 051, y las de 60 años a más a 3 497 576, la edad promedio era de 31,2 años.
El crecimiento poblacional promedio se cifró en el 1,0 % anual desde el anterior censo, una de las tasas más bajas de la historia peruana. El país experimentó una transición demográfica durante el siglo XX, su población pasó de 7 023 111 en 1940 a 22 639 443 habitantes en 1993 al crecer a tasas entre 2 % a 2,8 % durante dicho lapso. La década de 1970 presentó la mayor tasa de crecimiento: 2,8 %. Como la migración internacional ha sido poco relevante hasta los años 1980, el factor crucial del crecimiento poblacional entre las décadas de 1960 y 1970 fue la caída de la mortalidad.

### Población urbana y rural
La población censada en 2017 en los centros urbanos ascendía a 23 311 893 habitantes, que representa el 79,3 % de la población nacional. La población censada en los poblados rurales fue de 6 069 991 personas, es decir el 20,7 % de la población empadronada. En los 77 años comprendidos en el periodo intercensal de 1940 y 2017, la población total censada creció 4,7 veces, la población urbana creció 10,6 veces y la población rural, ha crecido en 1,5 veces. Esto quiere decir que el crecimiento demográfico en Perú se orienta principalmente hacia los centros urbanos.
La configuración actual de distribución demográfica en el Perú se debe a varios aspectos sociales, políticos y económicos, que produjeron una masiva migración del campo a la ciudad, los mismos que se gestaron durante el siglo XX, tales como el empobrecimiento general del país, la expansión los latifundios — que mermaron el número de tierras disponibles para los campesinos—, el aumento de la tasa de natalidad, disminución de la mortalidad, el acceso a la educación, la cobertura sanitaria, y el periodo de violencia a partir de 1980.

### Estructura demográfica
| Hombres   | Edad  | Mujeres   |
| --------- | ----- | --------- |
| 276       | 100+  | 660       |
| 3000      | 95-99 | 5598      |
| 18 375    | 90-94 | 28 465    |
| 68 175    | 85-89 | 94 264    |
| 152 091   | 80-84 | 193 759   |
| 250 884   | 75-79 | 301 198   |
| 369 831   | 70-74 | 425 060   |
| 489 812   | 65-69 | 543 434   |
| 610 110   | 60-64 | 655 272   |
| 742 746   | 55-59 | 760 689   |
| 902 729   | 50-54 | 908 646   |
| 1 019 893 | 45-49 | 1 035 793 |
| 1 106 758 | 40-44 | 1 146 581 |
| 1 228 746 | 35-39 | 1 286 423 |
| 1 308 310 | 30-34 | 1 378 288 |
| 1 349 356 | 25-29 | 1 397 564 |
| 1 392 132 | 20-24 | 1 390 112 |
| 1 501 754 | 15-19 | 1 463 247 |
| 1 528 309 | 10-14 | 1 478 223 |
| 1 469 919 | 5-9   | 1 417 938 |
| 1 491 918 | 0-4   | 1 436 392 |

### Distribución territorial

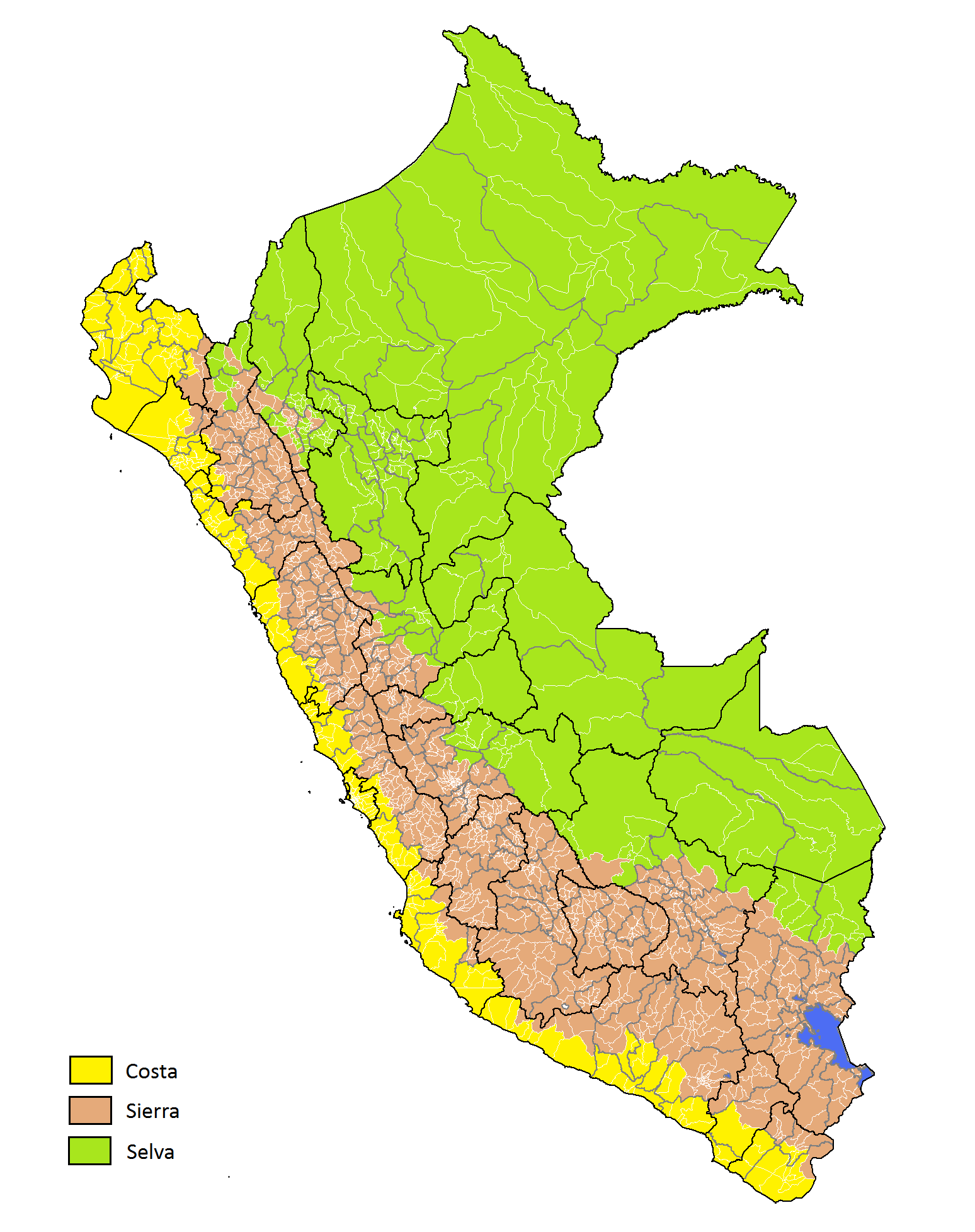
Regiones naturales del Perú.

Las corrientes migratorias hacia las áreas urbanas e industriales han determinado grandes contrastes en la ocupación del territorio. A consecuencia de ello en los para el 2018 en la franja costera que representa el 7,5 % del territorio nacional vive el 58,0 % de peruanos; en la sierra que representa el 30,5 % del territorio vive el 28,1 %; y en la selva la mayor región natural del Perú en cuanto a extensión, que representa el 62 % del territorio, tan solo vive el 13,9 %.
Según el censo de 2017 los cinco departamentos con mayor población son Lima, Piura, La Libertad, Arequipa y Cajamarca, en conjunto concentran más de la mitad de la población nacional (54,0 %). Al contrario, los cinco departamentos menos poblados en 2007 son Madre de Dios, Moquegua, Tumbes, Pasco y Tacna y concentran el (3.9%). Los departamentos de la selva han experimentado un aumento considerable en cuanto al volumen de población, respecto del resto de departamentos del país.
La población urbana a nivel departamental en el país se distribuye de manera muy heterogénea, desde regiones como el Callao totalmente urbano (100 %), hasta Huancavelica con apenas el 30,5 % de sus habitantes residiendo en centros urbanos. En general se puede agrupar a los departamentos del Perú en dos grupos, uno predominantemente urbano, constituido por 21 regiones, y otro rural. El primero está integrado por todos los departamentos de la costa, los de la selva con excepción de Amazonas y más de la mitad de los de la sierra. Al segundo grupo lo conforman 4 departamentos, casi todos en la sierra; estos son Apurímac, Amazonas, Cajamarca y Huancavelica.
| Evolución Demográfica (INEI) | Evolución Demográfica (INEI) | Evolución Demográfica (INEI) | Evolución Demográfica (INEI) | Evolución Demográfica (INEI) | Evolución Demográfica (INEI) |
| Región natural               | 1940                         | 1972                         | 1993                         | 2007                         | 2017                         |
| ---------------------------- | ---------------------------- | ---------------------------- | ---------------------------- | ---------------------------- | ---------------------------- |
| Costa                        | 28,3 %                       | 46,1 %                       | 52,4 %                       | 54,6 %                       | 58,0 %                       |
| Sierra                       | 65 %                         | 44 %                         | 34,8 %                       | 32 %                         | 28,1 %                       |
| Selva                        | 6,7 %                        | 9,9 %                        | 12,8 %                       | 13,4 %                       | 13,9 %                       |

#### Departamentos por población
| UBIGEO | Departamento  | 2018       | 2019       | 2020       | 2021       | 2022       | 2023       |
| ------ | ------------- | ---------- | ---------- | ---------- | ---------- | ---------- | ---------- |
| 010000 | Amazonas      | 419 833    | 423 863    | 426 806    | 428 512    | 429 483    | 429 943    |
| 020000 | Áncash        | 1 155 451  | 1 169 522  | 1 180 638  | 1 188 391  | 1 194 156  | 1 198 547  |
| 030000 | Apurímac      | 427 323    | 429 587    | 430 736    | 430 609    | 429 720    | 428 311    |
| 040000 | Arequipa      | 1 428 708  | 1 464 638  | 1 497 438  | 1 526 669  | 1 553 994  | 1 580 075  |
| 050000 | Ayacucho      | 659 061    | 664 494    | 668 213    | 669 979    | 670 579    | 670 377    |
| 060000 | Cajamarca     | 1 438 325  | 1 447 891  | 1 453 711  | 1 455 245  | 1 454 217  | 1 451 436  |
| 070000 | Callao        | 1 078 789  | 1 105 512  | 1 129 854  | 1 151 480  | 1 171 648  | 1 190 860  |
| 080000 | Cusco         | 1 320 530  | 1 340 457  | 1 357 075  | 1 369 932  | 1 380 594  | 1 389 737  |
| 090000 | Huancavelica  | 376 346    | 371 260    | 365 317    | 358 356    | 350 845    | 343 026    |
| 100000 | Huánuco       | 757 467    | 759 851    | 760 267    | 758 416    | 755 213    | 751 097    |
| 110000 | Ica           | 923 175    | 950 100    | 975 182    | 998 144    | 1 020 050  | 1 041 312  |
| 120000 | Junín         | 1 335 139  | 1 350 021  | 1 361 467  | 1 369 003  | 1 374 221  | 1 377 838  |
| 130000 | La Libertad   | 1 938 501  | 1 979 901  | 2 016 771  | 2 048 492  | 2 077 345  | 2 104 254  |
| 140000 | Lambayeque    | 1 270 295  | 1 292 105  | 1 310 785  | 1 325 912  | 1 338 994  | 1 350 663  |
| 150000 | Lima          | 10 180 641 | 10 416 139 | 10 628 470 | 10 814 450 | 10 986 006 | 11 147 924 |
| 160000 | Loreto        | 1 000 350  | 1 015 212  | 1 027 559  | 1 037 055  | 1 044 884  | 1 051 560  |
| 170000 | Madre De Dios | 161 324    | 167 674    | 173 811    | 179 688    | 185 478    | 191 259    |
| 180000 | Moquegua      | 186 371    | 189 781    | 192 740    | 195 185    | 197 337    | 199 286    |
| 190000 | Pasco         | 271 704    | 272 157    | 271 904    | 270 842    | 269 296    | 267 425    |
| 200000 | Piura         | 1 974 368  | 2 013 517  | 2 047 954  | 2 077 039  | 2 103 099  | 2 127 093  |
| 210000 | Puno          | 1 236 836  | 1 239 022  | 1 237 997  | 1 233 277  | 1 226 353  | 1 217 951  |
| 220000 | San Martín    | 866 861    | 884 283    | 899 648    | 912 674    | 924 384    | 935 194    |
| 230000 | Tacna         | 354 644    | 363 205    | 370 974    | 377 842    | 384 222    | 390 279    |
| 240000 | Tumbes        | 241 321    | 246 699    | 251 521    | 255 712    | 259 556    | 263 164    |
| 250000 | Ucayali       | 558 767    | 574 509    | 589 110    | 602 400    | 615 024    | 627 233    |

#### Provincias por población
Las provincias con mayor cantidad de población son:
| Ubigeo | Provincia        | 2018      | 2019      | 2020      | 2021      | 2022       | 2023       |
| ------ | ---------------- | --------- | --------- | --------- | --------- | ---------- | ---------- |
| 150100 | Lima             | 9 256 429 | 9 476 975 | 9 674 755 | 9 846 795 | 10 004 141 | 10 151 207 |
| 040100 | Arequipa         | 1 114 721 | 1 146 418 | 1 175 765 | 1 201 896 | 1 226 404  | 1 249 864  |
| 070100 | Callao           | 1 078 789 | 1 105 512 | 1 129 854 | 1 151 480 | 1 171 648  | 1 190 860  |
| 130100 | Trujillo         | 1 060 030 | 1 090 514 | 1 118 724 | 1 141 386 | 1 162 870  | 1 183 543  |
| 200100 | Piura            | 850 972   | 873 854   | 894 847   | 912 742   | 929 063    | 944 326    |
| 140100 | Chiclayo         | 840 740   | 852 801   | 862 709   | 870 437   | 876 841    | 882 306    |
| 120100 | Huancayo         | 572 314   | 584 464   | 595 183   | 603 163   | 609 721    | 615 295    |
| 160100 | Maynas           | 537 282   | 544 615   | 550 551   | 555 472   | 559 603    | 563 184    |
| 080100 | Cusco            | 484 248   | 498 169   | 511 019   | 520 558   | 528 541    | 535 453    |
| 021800 | Santa            | 459 137   | 467 182   | 474 053   | 479 362   | 483 774    | 487 551    |
| 110100 | Ica              | 421 151   | 433 860   | 445 752   | 456 677   | 467 131    | 477 304    |
| 250100 | Coronel Portillo | 425 956   | 437 302   | 447 733   | 457 311   | 466 369    | 475 099    |
| 060100 | Cajamarca        | 375 029   | 382 068   | 388 170   | 390 645   | 392 571    | 394 113    |
| 230100 | Tacna            | 329 914   | 338 421   | 346 192   | 352 781   | 358 935    | 364 799    |
| 140300 | Lambayeque       | 324 716   | 333 129   | 340 835   | 347 531   | 353 715    | 359 579    |
| 211100 | San Roman        | 325 549   | 335 193   | 344 030   | 349 156   | 353 070    | 356 090    |
| 200600 | Sullana          | 331 023   | 336 678   | 341 490   | 345 276   | 348 478    | 351 262    |
| 050100 | Huamanga         | 302 054   | 310 318   | 317 801   | 321 995   | 324 901    | 326 925    |
| 100100 | Huánuco          | 307 723   | 312 201   | 315 799   | 318 371   | 320 269    | 321 671    |
| 110200 | Chincha          | 248 750   | 255 687   | 262 110   | 267 938   | 273 463    | 278 796    |

El Perú es un país centralizado, prueba de ello es que el principal destino de la población migrante —aunque en menor medida que en las décadas pasadas—, sigue siendo la ciudad de Lima Metropolitana, que con 8 472 935 habitantes en 2007 concentraba alrededor del 30 % de la población nacional. En general se puede afirmar que las principales ciudades del país son las capitales departamentales, esto debido a que ellas concentran los servicios administrativos, financieros, sanitarios y educativos. Sin embargo algunas ciudades con fuerte dinamismo económico tales como Chimbote, Chincha Alta, Paita, Sullana, Jaén, Talara y más recientemente Tarapoto y Juliaca, provocaron fuertes migraciones, superando largamente a sus capitales departamentales.
En conjunto estas ciudades concentran el 53,7 % de la población nacional con un total de 14 721 493 habitantes. La mayoría de estas ciudades tiene tasas de crecimiento superiores al 1,6 % siendo Paita la provincia con un crecimiento bordeando los 2 %, excepto Chiclayo, Sullana, Arequipa, Pucallpa, Chimbote, Abancay, Jaén, Talara y Cerro de Pasco; el crecimiento más significativo se observa en las ciudades de Puerto Maldonado (4,8 %), Cajamarca (4 %), Moyobamba (3,9 %) y Juliaca (3 %).

#### Principales ciudades por población
Según el XII Censo de Población, VII de Vivienda y III de Comunidades Indígenas 2017 efectuado por el INEI, las 20 ciudades más pobladas del Perú son las siguientes:
|    | Población en las ciudades peruanas | Población en las ciudades peruanas | Población en las ciudades peruanas | Población en las ciudades peruanas |
|    | Ciudad                             | Departamento                       | Censo 2017                         | Población proyectada 2023          |
| -- | ---------------------------------- | ---------------------------------- | ---------------------------------- | ---------------------------------- |
| 1  | Lima                               | Lima                               | 8 574 974                          | 10 092 000                         |
| 2  | Callao                             | Callao                             | 994 494                            | 1 171 400                          |
| 3  | Arequipa                           | Arequipa                           | 1 008 290                          | 1 157 500                          |
| 4  | Trujillo                           | La Libertad                        | 919 900                            | 1 034 300                          |
| 5  | Chiclayo                           | Lambayeque                         | 552 500                            | 612 800                            |
| 6  | Piura                              | Piura                              | 473 000                            | 574 400                            |
| 7  | Huancayo                           | Junín                              | 456 250                            | 555 500                            |
| 8  | Cuzco                              | Cuzco                              | 428 450                            | 484 200                            |
| 9  | Iquitos                            | Loreto                             | 377 609                            | 454 900                            |
| 10 | Pucallpa                           | Ucayali                            | 327 600                            | 419 900                            |
| 11 | Chimbote                           | Áncash                             | 354 300                            | 406 600                            |
| 12 | Ica                                | Ica                                | 289 900                            | 355 300                            |
| 13 | Juliaca                            | Puno                               | 276 100                            | 328 700                            |
| 14 | Tacna                              | Tacna                              | 286 240                            | 323 300                            |
| 15 | Ayacucho                           | Ayacucho                           | 216 444                            | 255 800                            |
| 16 | Cajamarca                          | Cajamarca                          | 201 329                            | 249 100                            |
| 17 | Huánuco                            | Huánuco                            | 196 627                            | 238 300                            |
| 18 | Chincha Alta                       | Ica                                | 181 500                            | 215 000                            |
| 19 | Sullana                            | Piura                              | 184 900                            | 206 200                            |
| 20 | Huacho                             | Lima                               | 156 800                            | 185 200                            |
| 21 | Tarapoto                           | San Martín                         | 144 800                            | 175 300                            |
| 22 | Huaraz                             | Áncash                             | 118 836                            | 142 500                            |
| 23 | Puno                               | Puno                               | 128 637                            | 139 900                            |
| 24 | Puerto Maldonado                   | Madre de Dios                      |                                    | 121 000                            |
| 25 | Tumbes                             | Tumbes                             |                                    | 108 900                            |
| 26 | Talara                             | Piura                              |                                    | 102 400                            |

### Áreas metropolitanas
Las áreas metropolitanas se han formado a partir del crecimiento urbano de las ciudades peruanas más pobladas y están formadas por la integración de dos o más municipios. Por Ley 27795 de Demarcación y Organización Territorial, se consideran metrópolis peruanas a las ciudades que comprenden a más de 500 001 habitantes y cuentan con Plan de Acondicionamiento y Plan de Desarrollo Metropolitano, éstas son: Lima-Callao, Trujillo, Arequipa, y Chiclayo.

## Dinámica demográfica

### Composición demográfica por sexo

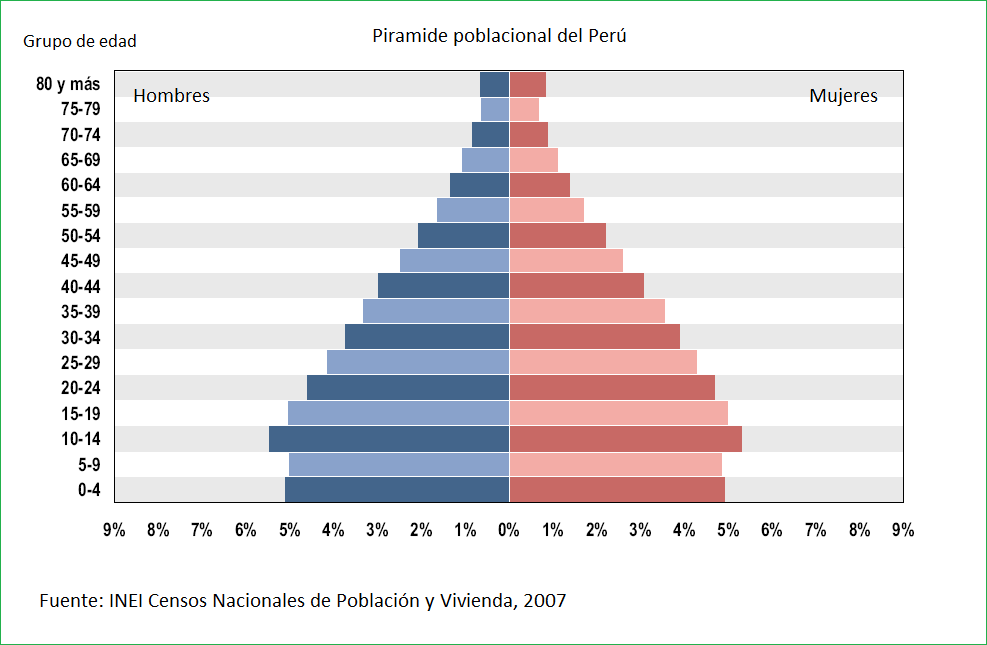
Composición de la población por edad y sexo (INEI).

Según el censo peruano de 2007 había un total de 13 522 640 varones, es decir el 48,7 % de la población peruana censada; 13 889 517 eran mujeres (51,3 %). El índice de masculinidad, que muestra el número de hombres por cada 100 mujeres, tanto en 2007 como en 1993 muestra el mismo valor de 96,6.
Este índice varía mucho a lo largo del territorio nacional, es menor en Lima Metropolitana —96 hombres por cada 100 mujeres— y en el departamento de Lambayeque (94,9), los valores más altos se registran en el departamento de Madre de Dios (130) y en las comunidades indígenas de la amazonía entre los grupos etarios: de 15 a 64 años, un índice de 120; y de 65 años a más, un índice de 127.
En general el índice de masculinidad es inferior a 100 en las áreas urbanas, y superior a este número en las áreas rurales, esto se debe principalmente a la emigración de mujeres hacia las zonas urbanas, donde esperan conseguir mejores condiciones de vida.

### Composición demográfica por edades
En 2007 alrededor del 30,5 % de la población era menor de 15 años, porcentaje que ha venido disminuyendo con respecto a los censos anteriores. El segmento demográfico correspondiente a las personas entre 15 a 64 años representa el 63,1 %. Las personas mayores de 64 años representan el 6,4 %, en 1993 este grupo representaba el 4,7 %.
Los departamentos con mayor proporción de menores de 15 años son: Huancavelica (39,7 %), Loreto (38,6 %) y Amazonas (37,8 %), estos departamentos presentan índices de desarrollo humano medio; al contrario los departamentos con menor proporción de población menor de 15 años son: Moquegua (25,3 %), Lima (25,4 %) y Arequipa (26,4 %), estos presentan un índice de desarrollo humano alto. La mayor proporción de adultos mayores de 64 años se da en los departamentos de Áncash (7,7 %) y Apurímac (7,5 %), este grupo etario tiene menor representación en los departamentos de Madre de Dios (2,6 %) y Ucayali (3,7 %).

### Fecundidad

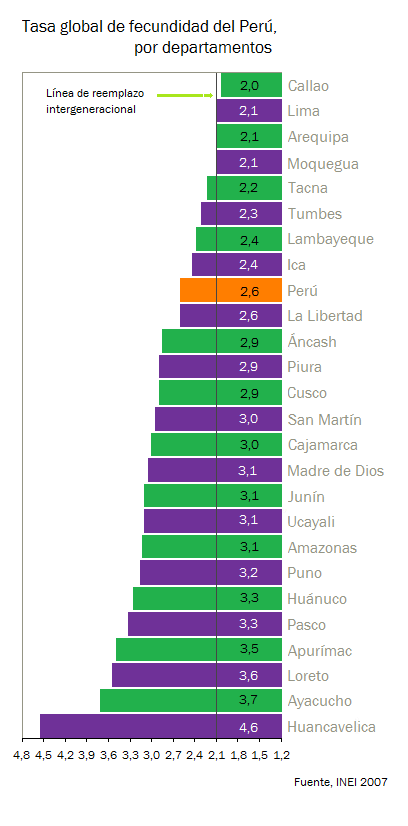
Tasa Global de Fecundidad del Perú, por departamentos.

En el Perú las mujeres han reducido considerablemente su tasa de fecundidad. En 1962 se estima que las peruanas tenían un promedio de 6,85 hijos durante su vida fértil (tasa global de fecundidad), mientras que en 2012 se proyecta una fecundidad de 2,4 hijos, valor aún por encima del límite de reemplazo intergeneracional (2,1 hijos por mujer).
La tasa global de fecundidad no es uniforme en el territorio nacional, es inferior al promedio nacional en las áreas urbanas, la diferencia con las mujeres del área rural en 2007 era de un hijo por mujer; en 1993 la diferencia de fecundidad urbano-rural era de 1,3 hijos por mujer. El menor tamaño de las familias peruanas que residen en áreas urbanas se debe el mayor acceso de las mujeres a oportunidades laborales, educativas y sanitarias.
Veintiún departamentos peruanos tienen tasas de fecundidad global que los sitúan por encima del nivel de reemplazo intergeneracional; tres departamentos se encuentran en el límite del reemplazo intergeneracional (2,1 hijos por mujer): Moquegua, Arequipa y Lima; la Provincia Constitucional del Callao tiene una tasa global de fecundidad de 2,0, lo que la sitúa por debajo del límite.
| 1950 | 371 403 | 48,66 ‰ | 6,85 (hijos por mujer) |
| 1961 | 484 106 | 47,38 ‰ | 6,85                   |
| 1972 | 574 480 | 41,17 ‰ | 6,06                   |
| 1981 | 619 984 | 34,91 ‰ | 4,86                   |
| 1993 | 648 226 | 28,09 ‰ | 3,52                   |
| 2000 | 625 525 | 24,07 ‰ | 2,93                   |
| 2005 | 616 157 | 22,16 ‰ | 2,69                   |
| 2007 | 611 784 | 21,48 ‰ | 2,62                   |
| 2012 | 588 813 | 19,54 ‰ | 2,40                   |

### Esperanza de vida y mortalidad
La esperanza de vida, ha incrementado su valor gradualmente desde la última mitad del siglo XX, según el Instituto Nacional de Estadística e Informática en 1950 la esperanza de vida de un peruano al nacer era de 43,2 años; según la Organización Mundial de la Salud en 2009 la esperanza de vida fue de 76 años, un valor superior al proyectado por el INEI para dicho año: 73,4 años. La esperanza de vida para los varones en 2009 fue de 74 años, y para las mujeres fue de 77 años.
La tasa bruta de mortalidad nacional ha disminuido constantemente desde 22,5 % en 1950, hasta su valor más bajo en 2007: 5,45 %. La tasa de mortalidad proyectada para 2012 fue de 5,55 %, se espera que esta se incremente en un punto para 2030 (6,56 %). La tasa de mortalidad infantil —número de defunciones de niños menores de un año por cada mil nacidos vivos— fue según la OMS de 19 % en 2009; y 20 % según el INEI para dicho año.
| Esperanza de vida (años)        | 43,19  | 47,71  | 53,47  | 60,05 | 65,57 | 70,49 | 74,04 |
| Tasa bruta de mortalidad (‰)    | 22,48  | 18,75  | 14,07  | 9,85  | 7,28  | 5,75  | 5,55  |
| Tasa de mortalidad infantil (‰) | 161,87 | 142,11 | 118,38 | 90,49 | 61,52 | 33,80 | 18,80 |

## Características sociales

### Nivel educativo
| Nivel educativo alcanzado (de 15 años a más) | Nivel educativo alcanzado (de 15 años a más) | Nivel educativo alcanzado (de 15 años a más) | Nivel educativo alcanzado (de 15 años a más) | Nivel educativo alcanzado (de 15 años a más) | Nivel educativo alcanzado (de 15 años a más) |
| Perú                                         | Censo de 1993                                | Censo de 1993                                | Censo de 2007                                | Censo de 2007                                |                                              |
| Nivel                                        | Total                                        | %                                            | Total                                        | %                                            |                                              |
| -------------------------------------------- | -------------------------------------------- | -------------------------------------------- | -------------------------------------------- | -------------------------------------------- | -------------------------------------------- |
| Sin nivel                                    | 1 677 706                                    | 12,3                                         | 1 413 337                                    | 7,4                                          |                                              |
| Inicial                                      | 48 414                                       | 0,4                                          | 20 868                                       | 0,1                                          |                                              |
| Primaria                                     | 4 303 930                                    | 31,5                                         | 4 422 848                                    | 23,2                                         |                                              |
| Secundaria                                   | 4 855 297                                    | 35,5                                         | 7 274 897                                    | 38,2                                         |                                              |
| Superior                                     | 2 793 335                                    | 20,4                                         | 5 922 674                                    | 31,1                                         |                                              |

El nivel educativo alcanzado por la población peruana ha mejorado durante el periodo intercensal 1993-2007. En 1993 el 20,4 % de la población mayor de 15 años logró estudiar algún año de educación superior, en contraste, en 2007 el 31,1 % alcanzó el nivel superior. La población con educación superior ha aumentado en 112 %. La población con educación secundaria aumento en 49,8 % durante el citado periodo.
Del mismo modo el número de personas que alcanzó el nivel educativo primario se elevó en 2,8 %. El porcentaje de habitantes con educación inicial y de aquellos que no tienen nivel educativo se redujo en 56,9 % y 15,8 % respectivamente.
En general los residentes de áreas urbanas logran mejores niveles educativos que aquellos que viven el zonas rurales, esto debido a factores como el mejor acceso a la educación y a mayores oportunidades laborales para los profesionales. En 2007 el 37,9 % de la población que habitaba en centros urbanos tenía educación superior, en el área rural este número ascendía tan solo a 6,2 %. Las jurisdicciones que registraron el mayor porcentaje de habitantes con educación superior con respecto del total fueron: Arequipa (45,9 %), el Callao (43,1 %) y Moquegua (43,1 %). Los departamentos de Apurímac (20,5 %), Huancavelica (18,9 %) y Ayacucho (16,8 %) tuvieron los más altos porcentajes de población sin nivel educativo.

### Discapacidad
Según los resultados del censo de 2007 hubo 735 334 (10,9 %) hogares en el Perú que están integrados por al menos una persona con discapacidad física o mental. En el 11,9 % del total de hogares urbanos hubo alguna persona con discapacidad, en el área rural este número fue de 7,7 %. Los departamentos que tuvieron mayor proporción de hogares con alguna persona con discapacidad fueron: Lima (13,1 %), Moquegua (12,9 %), Arequipa (12,3 %) e Ica (11,6 %).
Al contrario las jurisdicciones que registraron una menor proporción de hogares con personas con discpacidad fueron: Amazonas (7,4 %), San Martín (7,7 %) y Huancavelica (7,9 %). La dificultad para ver fue la discapacidad más común, seguida de la dificultad motriz —capacidad de utilizar las extremidades—, y la dificultad auditiva.

### Lengua
| Lengua materna     | Lengua materna | Lengua materna | Lengua materna | Lengua materna | Lengua materna |
| Perú               | Censo de 1993  | Censo de 1993  | Censo de 2007  | Censo de 2007  |                |
| Idioma             | Absoluto       | %              | Absoluto       | %              |                |
| ------------------ | -------------- | -------------- | -------------- | -------------- | -------------- |
| Español            | 15 405 014     | 80,3           | 20 718 227     | 83,9           |                |
| Quechua            | 3 177 938      | 16,6           | 3 261 750      | 13,2           |                |
| Aimara             | 440 380        | 2,3            | 434 370        | 1,8            |                |
| Otra lengua nativa | 132 174        | 0,7            | 223 194        | 0,9            |                |
| Idioma extranjero  | 35 118         | 0,2            | 21 097         | 0,1            |                |
| Sordomudo          | -              | -              | 28 899         | 0,1            |                |

El español es por mucho el idioma más empleado en el país, es la lengua materna mayoritaria de casi todos los departamentos con excepción de: Apurímac (28,1 %), Puno (33,8 %), Ayacucho (35,7 %), Huancavelica (35,1 %) y Cuzco (46,3 %), en estos predomina el quechua como lengua materna.
El idioma aimara es la lengua materna del 27,5 % de los habitantes de Puno, 17,1 % de los de Tacna y del 11,1 % en Moquegua. El bilingüismo en distintos grados y en diversas circunstancias entre el español y otra lengua es una práctica habitual, especialmente el bilingüismo quechua-español, el mismo que no pertenece a un área geográfica en especial.
Según el Censo de 2007 realizado por el Instituto Nacional de Estadística e Informática, el español es la lengua materna del 83,9 % de los peruanos, el quechua del 13,2 %, el aimara del 1,8 %, y el asháninca del 0,3 %, el restante tiene por lengua materna alguna de las más de 50 lenguas amazónicas habladas en la selva peruana, algunos autores consideran números superiores según la división dialectal que consideren. Ethnologue consigna 93 lenguas habladas en Perú. El Instituto Nacional de Desarrollo de los Pueblos Andinos, Amazónicos y Afroperuano registra 65 grupos etnolingüisticos contactados y 5 en situación de aislamiento.

### Religión
| Religión profesada (de 12 años a más) | Religión profesada (de 12 años a más) | Religión profesada (de 12 años a más) | Religión profesada (de 12 años a más) | Religión profesada (de 12 años a más) | Religión profesada (de 12 años a más) |
| Perú                                  | Censo de 1993                         | Censo de 1993                         | Censo de 2007                         | Censo de 2007                         |                                       |
| Religión                              | Total                                 | %                                     | Total                                 | %                                     |                                       |
| ------------------------------------- | ------------------------------------- | ------------------------------------- | ------------------------------------- | ------------------------------------- | ------------------------------------- |
| Católica                              | 13 786 001                            | 89,0                                  | 16 956 722                            | 81,3                                  |                                       |
| Evangélica                            | 1 042 888                             | 6,8                                   | 2 606 055                             | 12,5                                  |                                       |
| Otra                                  | 432 760                               | 2,8                                   | 679 291                               | 3,3                                   |                                       |
| Irreligión                            | 222 141                               | 1,4                                   | 608 434                               | 2,9                                   |                                       |

En general se puede identificar a la sociedad peruana como católica, sin embargo existe un gran sincretismo entre esta y los ritos y creencias de la antigua religión incaica. Esto es un hecho en la diversidad de festividades y rituales que recogen tanto el fervor católico, así como el misticismo de las antiguas culturas indígenas.
Según el censo de 2007, la mayor parte de la población se identificaba como católica (81,3 %); seguida en número de fieles por las iglesias evangélicas (12,5 %); Testigos de Jehová, mormones, adventistas y otras religiones (3,3 %): budistas, musulmanes, hinduistas y hare krishnas; el 2,9 % de la población peruana afirma no profesar ninguna religión.
La Conferencia Episcopal Peruana alegó antes de la realización del censo peruano de 2007, que los cuestionarios realizados por el INEI podían inducir a un subestimación de fieles a la Iglesia católica, la misma que estima que el 90 % de la población peruana profesa la religión católica en contraposición de los datos referidos por el censo. La distribucición de la religiones profesadas no es del todo uniforme, los censos de 1993 y 2007 mostraron una mayor proporción de habitantes que profesaban el culto evangélico en las áreas rurales, 10,3 y 15,9 respectivamente.
En todos los departamentos de la costa más del 80 % de su población mayor de 12 años profesa la religión católica. Los departamentos con menor proporción de fieles católicos fueron Ucayali (65,2 %), San Martín (65,8 %) y Amazonas (67,8 %). Los departamentos con mayor proporción de profesantes de la fe evangélica fueron: Ucayali (22,9 %), Huancavelica (21,8 %), Huánuco (20,9 %), Loreto (19,8 %), Pasco (19,5 %), San Martín (19,5 %) y Amazonas (18,1 %).

### Nupcialidad
El matrimonio en el Perú ha experimentado cambios estadísticos con respecto al número de bodas, que ha ido tendencialmente a la baja, y a la edad promedio para contraer una unión conyugal, siendo cada vez mayores en ambos sexos. El INEI publica un informe anual llamado Perú: Natalidad, Mortalidad y Nupcialidad, donde detalla la situación en el país del matrimonio civil y la tasa de nupcialidad.

## Etnografía
En el Perú —debido a varias circunstancias: las migraciones, el colapso demográfico del incanato, el mestizaje y el racismo— es difícil determinar exactamente el componente étnico de sus habitantes. En el país existen varios criterios para definir a una población indígena como tal: sociedades amazónicas de contacto reciente; pueblos andinos y amazónicos que conservan sus lenguas maternas; grupos que conservan su herencia ancestral y sus descendientes indistintamente del área geográfica en la que residan.
El Estado Peruano en los censos nacionales realizados por el Instituto Nacional de Estadística e Informática no consigna ningún tipo de identificación étnica, más que la lengua aprendida en la niñez.
Según la Comisión de la Verdad y Reconciliación y el Ministerio de Educación del Perú (MINEDU) con base en la autopercepción personal del censo peruano de 2017, el 25,8% de los peruanos pertenecería o identificaría a algún pueblo indígena haciéndolo parte de su identidad cultural, considerando la lengua materna de los sujetos—; y culturalmente y sobre todo por autoidentificación es un país mestizo.
Sin embargo existe polémica con respecto a esta situación por parte de muchos grupos. Esto se puede explicar por el hecho de que en el Perú aún existen prácticas racistas por algunos sectores de la sociedad, especialmente contra los indígenas y afrodescendientes, lo que llevaría no solo a la sobreestimación de la población indígena, afrodescendiente y mestiza, sino además a la negación de los indígenas por parte de estos grupos, lo que conllevaría a una «falsa» autoidentificación con lo mestizo, por parte de los grupos más perjudicados.
El Ministerio de Educación del Perú (MINEDU) cifra en 12 % a la población indígena peruana, tomando en cuenta el parámetro de lengua aprendida en la niñez como referente para cuantificar la población quechua, aimara y pueblos amazónicos. Es conocido que la lengua sola, es un criterio insuficiente para definir la pertenencia de una persona a un grupo étnico determinado. En consecuencia, podría no reflejar la realidad cuantitativa del país.
Los mestizos —mezcla de amerindio y blanco— representan cerca del 48% de la población del país. Sin embargo al igual que con la población indígena hay una gran discrepancia al respecto. Se acepta que su número relativo aumentó considerablemente a partir del siglo XX, ya que según muchos estudios la población amerindia se mantuvo constante —en el primer censo republicano la población indígena representaba el 62 % del total— después del colapso que sufrió tras la conquista. Se estima que el 20% de la población peruana es blanca, principalmente de ascendencia española e italiana. Después de la instauración de la República llegaron otros grupos europeos al Perú: italianos, ingleses, franceses, alemanes, portugueses, croatas, polacos, judíos, entre otros.
La población de ascendencia negra, los afroperuanos representan el 3,6% del total según el censo peruano de autopercepción 2017, sin embargo según estimaciones nacionales, internacionales y el Instituto Nacional de Desarrollo de los Pueblos Andinos, Amazónicos y Afroperuanos la población afroperuana representa el 10 % de la población nacional. A diferencia de los demás grupos que no tienen una localización geográfica específica, la población afroperuana está ubicada principalmente en la costa sur (89 poblados), y en menor medida en la costa norte (17 poblados).
La población de ascendencia asiática representan el 10% del total de la población, principalmente de origen chino y japonés. La diáspora china en el Perú asciende según el fondo editorial de la PUCP y a cargo del investigador Eugenio Chang Rodríguez, a más de 3 100 000 personas, representando más del 9% al 10% del país y constituyendo la población más grande de descendientes chinos en América Latina. La comunidad nikkei en el Perú está conformada por más de 224 000 personas —ciudadanos japoneses, hasta seis generaciones, según la Asociación Peruano Japonesa, incluyéndose los más de 54 mil nikkei peruanos que llegaron a Japón desde fines de la década de 1980 como dekasegi, más no su descendencia. Representando el 0.66 a 0.67% de la población del país.

## Evolución demográfica
En si, el primer censo en la zona fue el de 1791 en el virreinato, realizado durante el gobierno del virrey Francisco Gil de Taboada e inserto dentro del periodo reformista borbónico, fue un examen eclesiástico actualizado del Virreinato del Perú y publicado en diversos medios en la década de 1790, como el Mercurio Peruano (Lima, 1790-1795) o la Guía política, eclesiástica y militar del Virreinato del Perú. No se consideró a la población de Puno y Jaén, pues para ese entonces formaban parte de la Audiencia de Charcas y de Quito y pudo haber una subnumeración de los nativos de la amazonía. Este censo dio un estimado de 1 076 122 habitantes.
No se tienen datos exactos de la población peruana hasta antes del Censo de 1876 —debido a lo poco exacto de los censos durante el virreinato y de los primeros años de la república— no obstante muchos autores han analizado los datos obtenidos, estimando porcentajes corregidos y argumentando o desestimando la validez de los mismos. El Censo de 1836 —el primer «censo» republicano— es considerado como de tendencia aberrante, debido al hallazgo de un censo parcial en 1827, según esto en dicho año la población del Perú fue de 1 516 693, en 1836 fue de 1 373 736 y en el segundo censo republicano ascendía a 2 001 123 habitantes. Nótese la tendencia aberrante durante el periodo 1827-1836, y posteriormente un gran aumento en la población peruana hacia 1850. La población correcta estimada para 1836 es de 1 373 736 personas.
Según Gootenberg (1995, p. 15), el censo de 1836 no tiene valor como un registro censal, debido a que apareció por primera vez en el Calendario y guía de forasteros de Lima para el año de 1837, sin referencia alguna de su metodología, fue otra cosa que una deducción demográfica de las matrículas o registros fiscales actuadas entre 1826 y 1836 para fijar el número de contribuyentes en el “Estado Nor-Peruano”, complementando las lagunas de las provincias restantes con los datos ofrecidos por los registros de la década de 1790 (Gootenberg, 1995, pp. 11-12). 
Con respecto a la demografía del Tahuantinsuyo —la población del Perú antes de la conquista— no existen datos exactos debido a la carencia de documentación. Su población se ha estimado por diversos autores sin llegar a un acuerdo común. Noble David Cook ha estimado la población del Tahuantinsuyo, según varios criterios: por aproximación ecológica el Incanato hubiese soportado una población máxima de 13,3 millones de personas, sin embargo Cook estima una población entre 5,5 a 9,4 millones para el Imperio incaico antes de la conquista española, teniendo en consideración diversos factores como una aproximación a los estragos hechos por las epidemias después de los primeros contactos en la Costa Norte.

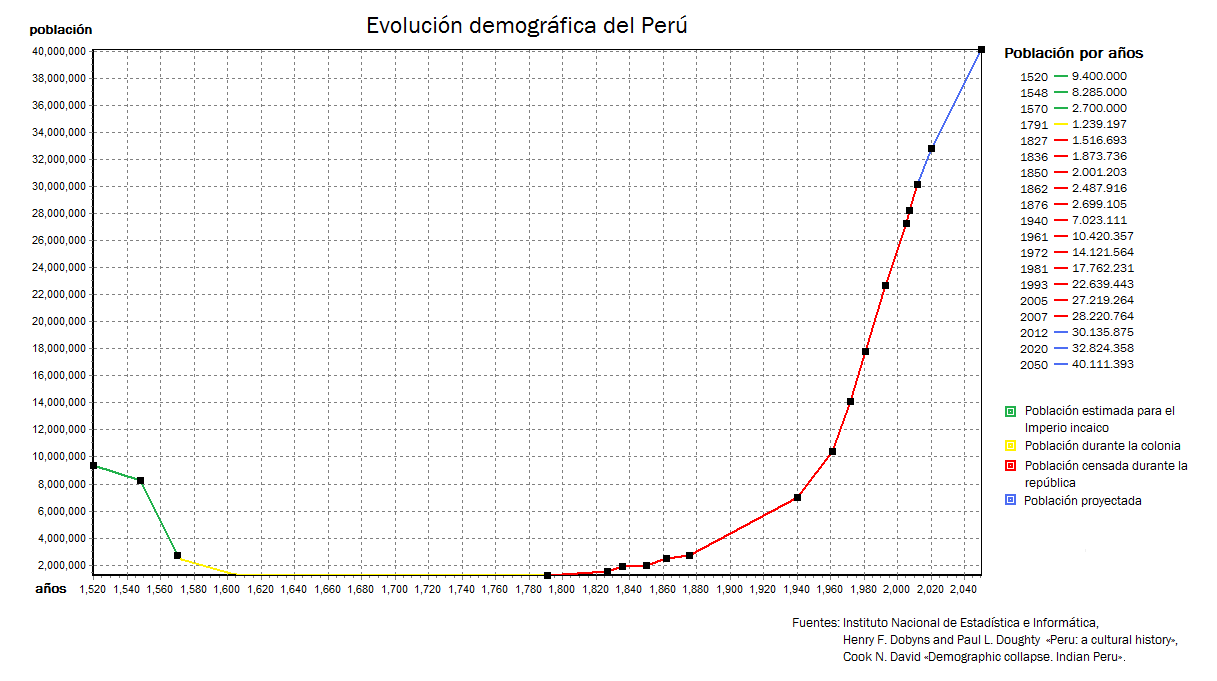
Evolución Demográfica del Perú.

## Inmigración en el Perú
La inmigración en el Perú es una actividad que se ha producido desde las épocas de los primeros inmigrantes 10 mil años a. C. aproximadamente, fue una épica acción de descubrimiento y conquista, todo indica que el producido a Perú fue por la ruta del Estrecho de Bering, es decir fundamentado en la Teoría Genética, con origen en las estepas entre Mongolia y Kazajistán, esto por el similar fenotipo de los habitantes originarios peruanos con las poblaciones originarias de Norteamérica y de la mezcla de estas dos regiones de Asia, sin embargo, esta primera inmigración al Perú fue mucho más reciente que el producido al sur del subcontinente sudamericano que todo indica se originaron en la región melanésica. Luego inmigraciones de la época del Virreinato, con españoles y africanos, a lo largo de su época republicana y hasta nuestros días, con los movimientos migratorios más importantes de Asia (principalmente desde China, luego Japón), de Europa (principalmente desde España e Italia) y a su vez también alemanes, británicos, franceses, portugueses, croatas, polacos, árabes y judíos.